# Серебрякова Катерина Борисівна
Катерина Борисівна Серебрякова (фр. Catherine Serebriakoff 28 червня 1913, Нескучне, Харківська губернія — 26 серпня 2014, Париж) — французька художниця, молодша дочка Зінаїди Серебрякової .

## Життєпис
Катерина Серебрякова народилася в сімейному маєтку в селі Нескучне (Харківська губернія).
На початку грудня 1917 року батько Борис Анатолійович Серебряков, побоюючись заворушень і можливих нападів на маєток, перевіз сім'ю до міста Зміїв (Харківська губернія). У 1918 р. він був заарештований у Москві, потім звільнений, і 22 березня 1919 р. помер від висипного тифу в орендованій квартирі, розташованій на вулиці Конторська, 25-А в Харкові.
До листопада 1919 р. родинний маєток Лансере-Бенуа-Серебрякових у Нескучному розграбували й спалили. Незадовго до цього Зінаїда Серебрякова із хворою матір'ю та чотирма дітьми переселилися до Харкова. Сімейство жило в Харкові на межі бідності.
У грудні 1920 р. сім'я переїхала до Петрограда. Заробітку Зінаїди Серебрякової ледь вистачало, щоб прогодувати матір і чотирьох дітей. У серпні 1924 р. Зінаїда Серебрякова поїхала до Парижу, сподіваючись продати свої роботи та отримати замовлення на портрети. Сім'я залишилася у Петрограді, Катерина пішла до школи. Влітку 1925 р. Зінаїди Серебрякової переїхав молодший син Олександр, у березні 1928 р. — 15-річна Катерина.
У Франції Катерина Серебрякова разом зі старшим братом Олександром оформлювала інтер'єри маєтків на замовлення. Брат визначав плани інтер'єрів, а Катерина виконувала дрібні деталі. Крім того, вона писала акварелі краєвидів Франції, Швейцарії, Англії, а також акварелі птахів, квітів і натюрмортів. Після смерті матері вона заснувала Фонд Зінаїди Серебрякової і стала його почесним президентом.
Померла 26 серпня 2014 року в Парижі, похована на російському кладовищі в Сент-Женев'єв-де-Буа .